# Gesellschaft nach bürgerlichem Recht (Österreich)
An einer Gesellschaft bürgerlichen Rechts (GesbR) beteiligen sich zwei oder mehrere natürliche Personen oder Gesellschaften, sie ist eine Personengesellschaft. Sie bringen ihre Arbeitskraft oder Vermögensgegenstände zum gemeinsamen Nutzen ein. Praktischer Anwendungsbereich sind Arbeitsgemeinschaften (ARGE) z. B. zur Abwicklung größerer Bauprojekte.
Im Gegensatz zu einer Kapitalgesellschaft (GmbH, AG) ist kein Stammkapital erforderlich. Es muss also von den Gesellschaftern anlässlich der Gründung kein Bargeld aufgebracht werden. So genügt es etwa, dass die Gesellschafter ihre Arbeitskraft einbringen.

## Gründung
Für den Abschluss des Gesellschaftsvertrages bestehen keine Formvorschriften. Die Errichtung eines schriftlichen Vertrages empfiehlt sich aber. Oft kommt die Gesellschaft auch durch stillschweigendes Zusammenwirken der (mindestens zwei) Gesellschafter zustande.

## Haftung
Die Gesellschafter haften
- persönlich, das heißt, mit dem gesamten Betriebs- und Privatvermögen
- unbeschränkt, das heißt, ohne Betragsbeschränkung
- solidarisch, das heißt, nicht anteilsmäßig, sondern jeder für die ganze Schuld
- primär, das heißt, der Gläubiger kann sofort gegen einen der Gesellschafter vorgehen, ohne vorher die Gesellschaft klagen zu müssen[1]

## Geschäftsführung und Vertretung
Die Geschäftsführung und Vertretung der Gesellschaft steht im Zweifel allen Gesellschaftern gemeinsam nach dem Mehrheitsprinzip (Kapitalanteile) zu. Der Gesellschaftsvertrag kann aber eine abweichende Regelung vorsehen, insbesondere auch die Bestellung eines gesellschaftsfremden „Verwalters“.

## Gewerbeberechtigung
Die Gesellschaft kann nicht selbstständiger Träger einer Gewerbeberechtigung sein, sondern jeder einzelne Gesellschafter hat die erforderlichen Gewerbeberechtigungen zu erlangen.

## Umsatz unterliegt Obergrenzen
Das Unternehmen einer GesnbR darf bestimmte Schwellenwerte nicht überschreiten. Übersteigen nämlich die jährlichen Umsatzerlöse zwei Geschäftsjahre hindurch € 700.000,-- so ist die Gesellschaft im zweitfolgenden Geschäftsjahr zur Eintragung in das Firmenbuch als Offene Gesellschaft (OG)  oder als Kommanditgesellschaft (KG) und zur Rechnungslegung verpflichtet. Liegt der Umsatz in einem Geschäftsjahr über € 1.000.000,-- so entsteht die Eintragungs- und Rechnungslegungspflicht bereits im folgenden Geschäftsjahr.
Dies gilt allerdings dann nicht, wenn es sich dabei um einen Zusammenschluss zur Erreichung eines einzigen bestimmten Projektes handelt. Dann nämlich fehlt es an der dauerhaften Tätigkeit gem. § 1 Abs 2 UGB. Andernfalls müsste bspw. praktisch jede (Bau-) ARGE – welche im Übrigen als GesnbR angesehen werden – sich als OG respektive KG in das Firmenbuch eintragen lassen.

## Verteilung von Gewinn und Verlust
Diese kann im Gesellschaftsvertrag grundsätzlich frei geregelt werden. Fehlt eine solche vertragliche Gestaltung, so sieht das Gesetz eine Gewinn- und Verlustverteilung im Verhältnis der von den Gesellschaftern geleisteten Einlagen vor.

## Rechtspersönlichkeit und Firmenbuch
Die Gesellschaft besitzt grundsätzlich keine eigene Rechtspersönlichkeit. Es kann im Gesellschaftsvertrag vereinbart werden, dass die Gesellschafter ihr Verhältnis untereinander nur auf den Innenbereich beschränken. Wenn die Gesellschaft jedoch einen gemeinschaftlichen Namen hat, ist anzunehmen, dass sich die Aktivitäten auch nach außen richten. Sie kann einen gemeinsamen Namen führen, der jedoch unmissverständlich die Eigenständigkeit der Gesellschaft erkennbar machen muss. Sämtliche Gesellschafter müssen, wenn es sich um eine GbR mit kommerzieller Zielsetzung handelt, daher – entsprechend des Gewerberechts – mit ihrem (Firmen)-Namen aufscheinen. Die Beifügung des Rechtsformzusatzes „Gesellschaft nach bürgerlichem Recht“ oder „GesnbR“ sowie Etablissementbezeichnungen sind zulässig. Die Gesellschaft kann nicht klagen und geklagt werden und auch nicht ins Grund- oder Firmenbuch eingetragen werden.

## Gründe für die Beendigung der Gesellschaft
- Erreichung des Gesellschaftszweckes (z. B. ARGE im Baugewerbe)
- Zeitablauf bei befristetem Gesellschaftsvertrag
- Aufkündigung der unbefristeten Gesellschaft durch einen Gesellschafter (Festlegung von Kündigungsterminen und -fristen im Gesellschaftsvertrag sind sinnvoll)
- Tod eines Gesellschafters: Mangels einer abweichenden Regelung im Gesellschaftsvertrag scheidet mit dem Tod das Mitglied aus der Gesellschaft aus; diese wird von den übrigen Gesellschaftern fortgeführt
- Ausschluss eines Gesellschafters aus wichtigem Grund (zum Beispiel: Konkurs, strafbare Handlungen, Verletzung von Gesellschafterpflichten, wie Nichtleistung von Einlagen oder vertragswidriger Untätigkeit); möglich ist auch ein Ausschluss wegen Nicht-Leistung von Nachschüssen.[3]
- Austritt eines Gesellschafters aus wichtigem Grund

## Steuern
Die GesnbR gilt nicht als selbstständiges Steuersubjekt. Für die Ermittlung der Einkommensteuer ist vielmehr der einzelne Gesellschafter Steuersubjekt. Die Gesellschaft und die einzelnen Gesellschafter brauchen eigene Steuernummern.
Zu beachten ist, dass im Gegensatz zur GmbH Dienstverhältnisse bzw. Miet- und Darlehensverhältnisse zwischen der GesnbR und ihren Gesellschaftern einkommenssteuerlich nicht anerkannt werden.

## Sozialversicherung
Für alle Gesellschafter einer GesnbR ergibt sich in der Regel eine Pflichtversicherung im Gewerblichen Sozialversicherungsgesetz (GSVG) aufgrund der erforderlichen Gewerbeberechtigung.

## GesbR-Reformgesetz (GesbR-RG) – beschlossene Änderungen
Durch die Neufassung der Regelungen zur Gesellschaft bürgerlichen Rechts (27. Hauptstück des ABGB) kommt es zur Erhöhung der Rechtssicherheit. Das Bundesgesetz zur Änderung des allgemeinen bürgerlichen Gesetzbuches und des Unternehmensgesetzbuches (GesbR-Reformgesetz) wurde am 21. November 2014 im BGBl. I Nr. 83/2014 verlautbart.